# Таиландские мученики
Таиландские мученики или Сонгкхонские мученики (тайск.  มรณสักขีแห่งสองคอน) — блаженные Римско-Католической Церкви, мученики. Первые блаженные тайской национальности.

## История
В декабре 1940 года в деревне Сонгкхон полицией была арестована группа из семи католиков, которые были обвинены в шпионаже в пользу Франции.

## Прославление
11 октября 1989 года Римский папа Иоанн Павел II причислил погибших в Сонгкхоне к лику блаженных.

## Список блаженных
- Филипп Сипхонг Онпхитак;
- Агнесса Пхила — монахиня женской конгрегации «Сёстры, возлюбившие святой крест»;
- Люция Кхамбанг — монахиня женской конгрегации «Сёстры, возлюбившие Святой Крест»;;
- Агата Пхутта;
- Цецилия Бутси;
- Вивиана Кхампай;
- Мария Пхон